# Texas Hold'Em Poker DS
Texas Hold'Em Poker DS est un jeu vidéo de réflexion, développé par Skyworks et édité par Majesco Sales, et sorti sur Nintendo DS en 2006.